# Han Rulin
Han Rulin (chinois : 韩儒林 ; pinyin : hán rúlín), né en 1903 dans le Xian de Wuyang, province du Henan et décédé le 7 avril 1983 à Nankin, province du Jiangsu, est un historien, mongoliste et sinologue chinois.

## Biographie
Han Rulin passe son examen d'entrée à Kaifeng en 1919. Il étudie en Occident.
En 1923 il entre dans une école de Shanghaï (中法通惠工商学校), la même année, il réussit l'examen d'entrée de l'Université de Pékin
En 1936, il devient maître de conférence en histoire à Université Yenching (燕京大学) (à Pékin).
En 1958, neuf ans après l'établissement de la République populaire de Chine, il entre au Parti communiste chinois.